# Колонж-Бельрів
Колонж-Бельрів (фр. Collonge-Bellerive) — громада  в Швейцарії в кантоні Женева.

## Географія
Громада розташована на відстані близько 125 км на південний захід від Берна, 7 км на північний схід від Женеви.
Колонж-Бельрів має площу 6,1 км², з яких на 58,4% дозволяється будівництво (житлове та будівництво доріг), 36,9% використовуються в сільськогосподарських цілях, 4,1% зайнято лісами, 0,7% не є продуктивними (річки, льодовики або гори).

## Демографія
2019 року в громаді мешкало 8299 осіб (+8,9% порівняно з 2010 роком), іноземців було 28,3%. Густота населення становила 1356 осіб/км².
За віковим діапазоном населення розподілялося таким чином: 24,8% — особи молодші 20 років, 56,4% — особи у віці 20—64 років, 18,9% — особи у віці 65 років та старші. Було 2785 помешкань (у середньому 2,9 особи в помешканні).
Із загальної кількості 4515 працюючих 23 було зайнятих в первинному секторі, 1076 — в обробній промисловості, 3416 — в галузі послуг.